# Selva tropical de montaña de los Ghats occidentales del Norte

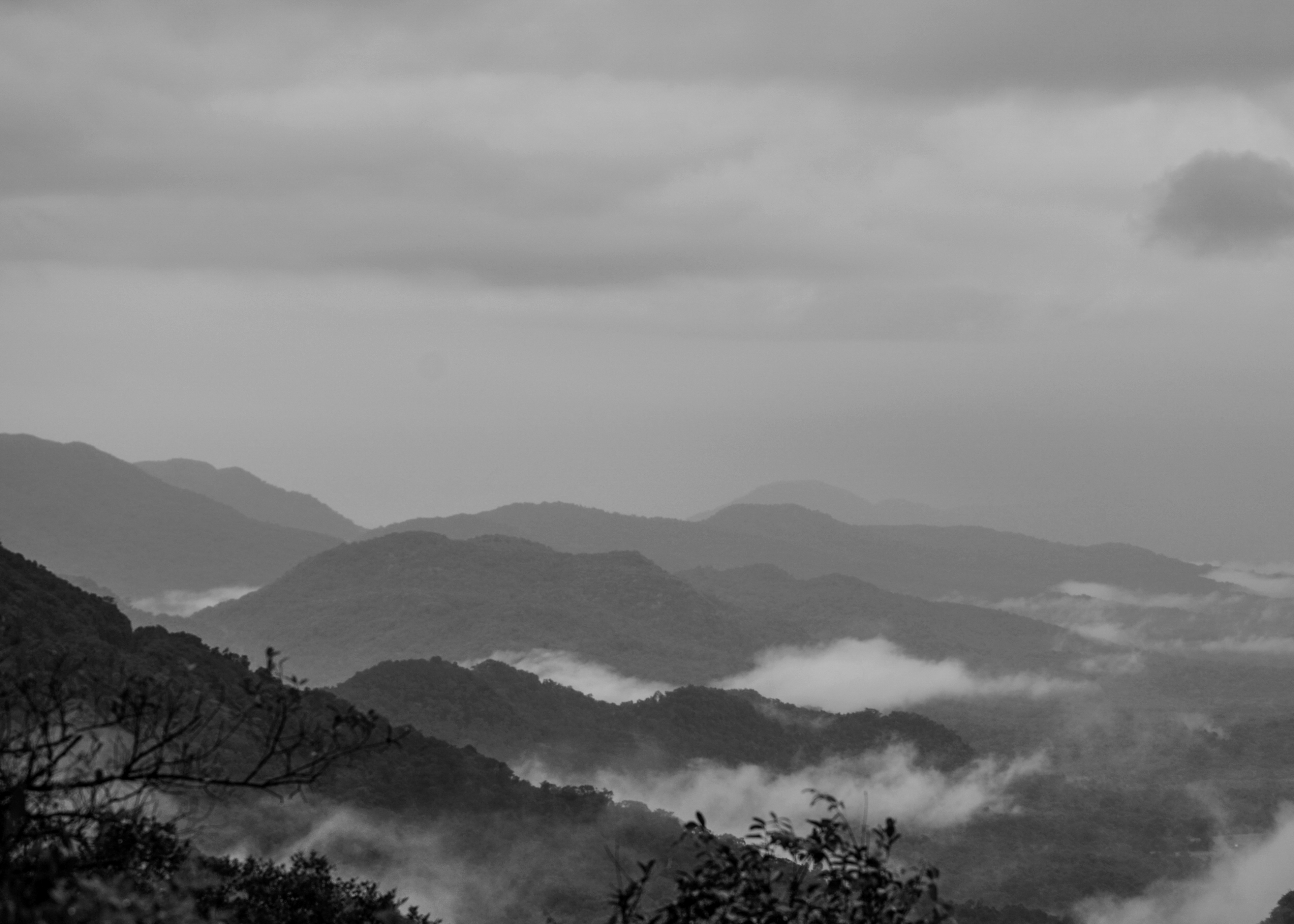
Bosque caducifolio tropical húmedo de los Ghats occidentales como se ve desde Castle Rock, Karnataka.

La selva tropical de montaña de los Ghats occidentales del Norte es una ecorregión húmeda tropical del bosque de hoja ancha del sudoeste de la India. Cubre un área de 30.900 kilómetros cuadrados (11.900 millas cuadradas), extendiéndose por la espina dorsal de la cordillera de los Ghats occidentales, desde Gujarat el extremo sur, por Maharashtra, Goa, y Karnataka. La selva tropical de montaña se encuentran por encima de los 1000 metros de altura, y esta rodeada en las zonas más bajas por los bosques húmedos de hoja caduca de los Ghats occidentales del Norte. 
A diferencia de los bosques de tierras bajas, que se componen en su mayor parte de árboles de hoja caduca, la selva tropical de montaña está compuesta predominantemente por bosques de laurisilva de hoja perenne, dominada por los árboles de la familia (Lauraceae), incluyendo Litsea, Phoebey Cinnamomum.

## Áreas protegidas
A partir de 1997, se habían designado 13 áreas protegidas, que abarcaban un área de 3.990 km², el 13% de la superficie de la ecorregión.
- Parque nacional Anshi , Karnataka (80 km², en parte en los bosques húmedos de hoja caduca de los Ghats occidentales del Norte)
- Santuario de fauna y flora de Bhadra, Karnataka (200 km², en parte en los bosques húmedos de hoja caduca de los Ghats occidentales del Norte)
- Parque nacional Chandoli, Maharashtra (80 km², en parte en los bosques húmedos de hoja caduca del norte de los Ghats occidentales)
- Santuario de fauna y flora de Dandeli , Karnataka (1,060 km²)
- Santuario de fauna y flora de Koyna, Maharashtra (160 km², en parte en los bosques húmedos de hoja caduca del norte de los Ghats occidentales)
- Parque nacional Kudremukh, Karnataka (820 km²)
- Santuario de fauna y flora de Mookambika, Karnataka (160 km², en parte en los bosques húmedos de hoja caduca del norte de los Ghats occidentales)
- Santuario de fauna y flora de Pushpagiri, Karnataka (70 km², en parte en el los bosques húmedos de hoja caduca del sur de los Ghats occidentales)
- Santuario de fauna y flora de Radhanagari, Maharashtra (350 km²)
- Santuario de Fauna y flora del valle de Sharavati, Karnataka (370 km², en parte en los bosques húmedos de hoja caduca del norte de los Ghats occidentales)
- Santuario de fauna y flora de Shettihalli, Karnataka (470 km²)
- Santuario de fauna y flora de Someshwara, Karnataka (40 km²)
- Santuario de fauna y flora de Tansa, Maharashtra (130 km², en parte en los bosques húmedos de hoja caduca del norte de los Ghats occidentales)

Una cadena de bosques protegidos - Kiribag, Subrahmanya, Bisle, Bhagimaldi, Kagneri, Kanchankumari, Kempuhole, Moorkannugudda, Kabbinale, Shiradi Shisla y Miyar - se extienden a lo largo de los Ghats occidentales, conectando el parque Nacional de Kudremukh al santuario de Vida Silvestre de Pushpagiri. 
El 15 de diciembre de 2012, el Consejo de Vida Silvestre de Karnataka recomendó que los bosques protegidos de Bisle, Kaginahare y Kanchankumari al norte de Pushpagiri fueran incluidos en el santuario de Vida Silvestre de Pushpagiri. El Ministerio de Medio Ambiente y Bosques también apoyó la propuesta. 
En mayo de 2014, el biólogo de vida silvestre Sanjay Gubbi reiteró el llamamiento para incluir estos bosques en el área protegida y dijo que la razón de la negativa del gobierno estatal de Karnataka a rediseñar esta reserva de bosques como un santuario de vida silvestre o parque nacional fue "una conspiración para ganar dinero con proyectos de minicentrales hidroeléctricas"